# Sultanaten van de Dekan
De sultanaten van de Dekan of Deccan (Sanskriet: दक्कन सल्तनत) waren vijf tussen de 15e en 17e eeuw onafhankelijke sultanaten in het zuidoosten van India. Deze sultanaten waren Bijapur, Golkonda, Ahmednagar, Bidar en Berar. Ze ontstonden door het uiteenvallen van het Bahmanidenrijk. In 1490 werd het sultanaat van Ahmednagar zelfstandig, gevolgd door Bijapur en Berar later datzelfde jaar. Golconda volgde in 1518 en Bidar in 1528.
In 1510 verzette het sultanaat Bijapur zich tegen een Portugese invasie van de stad Goa, maar deze werd later dat jaar prijsgegeven aan de Portugezen.
Ondanks het feit dat deze sultanaten rivalen van elkaar waren, vochten ze soms gezamenlijk tegen het Vijayanagararijk. In 1566 wisten ze Vijayanagara te verzwakken in de Slag bij Talikota. In 1574 veroverde Ahmadnagar Berar, waar een staatsgreep gepleegd was. In 1619 werd Bidar geannexeerd door Bijapur. Berar werd in 1596 door het Mogolrijk veroverd op Ahmadnagar. De Mogols onderwierpen Ahmadnagar tussen 1516 en 1636 en Golkonda en Bijapur in respectievelijk 1685 en 1687.